# Temat wyrazu
Temat wyrazu – część wyrazu, która zasadniczo nie uczestniczy w odmianie, pozostająca po afiksów  fleksyjnych. Jest nośnikiem znaczenia wyrazu.
Można rozróżnić temat fleksyjny (np. domow- w domowy, domowego) i temat słowotwórczy (utożsamiany z podstawą słowotwórczą) (np. dom- w domowy, domek). Pod względem brzmienia temat może być jednolity lub nieco zróżnicowany, np. dar – darz -e.
Temat nie musi być tożsamy z rdzeniem ani przybierać postaci pojedynczego morfemu. W odróżnieniu od rdzenia może zawierać pewne przyrostki i przedrostki.